# Soneto 130
| «» Soneto 130 |
| --- |
| My mistress' eyes are nothing like the sun; Coral is far more red than her lips' red ; If snow be white, why then her breasts are dun; If hairs be wires, black wires grow on her head. I have seen roses damask, red and white, But no such roses see I in her cheeks; And in some perfumes is there more delight Than in the breath that from my mistress reeks. I love to hear her speak, yet well I know That music hath a far more pleasing sound; I grant I never saw a goddess go; My mistress, when she walks, treads on the ground: And yet, by heaven, I think my love as rare As any she belied with false compare. |
| –William Shakespeare |

Soneto 130 é um dos 154 sonetos de William Shakespeare, que ridiculariza as convenções de sonetos corteses que são vistosos e floridos para mostrar uma representação realista da sua amante.

## Sinopse
Este soneto compara a amante do poeta a uma série de belezas naturais, cada vez fazendo questão de incompetência manifesta sua amante em tais comparações, ela não pode esperar para enfrentar as belezas do mundo natural. Os cinco primeiros dísticos comparam a amante do narrador com aspectos da natureza, como a neve ou o coral; cada comparação termina não fazendo jus à amante. No dístico final, o eu-lírico afirma seu amor por ela, alegando que enquanto ele não faz nos esforçamos para criar falsa comparação, ele ama sua amante tanto quanto qualquer homem pode amar uma mulher.

## Traduções

### Na tradução de Arnaldo Poesia
Não tem olhos solares, meu amor;

Mais rubro que seus lábios é o coral;

Se neve é branca, é escura a sua cor;

E a cabeleira ao arame é igual.

Vermelha e branca é a rosa adamascada

Mas tal rosa sua face não iguala;

E há fragrância bem mais delicada

Do que a do ar que minha amante exala.

Muito gosto de ouvi-la, mesmo quando

Na música há melhor diapasão;

Nunca vi uma deusa deslizando,

Mas minha amada caminha no chão.

Mas juro que esse amor me é mais caro

Que qualquer outra à qual eu a comparo.

### Na tradução deThereza Christina Rocque da Motta
Os olhos de minha amada não são como o sol;

Seus lábios são menos rubros que o coral;

Se a neve é branca, seus seios são escuros;

Se os cabelos são de ouro, negros fios cobrem-lhe a cabeça.

Já vi rosas adamascadas, vermelhas e brancas,

Mas jamais vi essas cores em seu rosto;

E alguns perfumes me dão mais prazer

Do que o hálito da minha amada.

Amo-a quando ela fala, embora eu bem saiba

Que a música tenha um som muito mais agradável.

Confesso nunca ter visto uma deusa passar –

Minha senhora, quando caminha, pisa no chão.

Mesmo assim, eu juro, minha amada é tão rara

Que torna falsa toda e qualquer comparação.

### Na tradução deMilton Lins
Os olhos do meu bem - de sol têm um tom leve.

Nem de longe os corais com seus lábios parecem.

Por que seio de cor, quando é tão branca a neve?

Se arame os fios são, arames nela crescem.

Vi rosas de Damasco (alvares, vermelhadas),

E tais rosas não vi cobrindo seu semblante;

As ondas de perfume atraem, são cotadas,

Não doam o seu hausto à flor que é minha amante.

Eu amo a sua fala, - e aprendi também

Que a música possui um som mais mavioso;

Confesso não ter visto a deusa andar tão bem, -

Minha amada ao marchar tem um gingar dengoso:

Contudo, pelo céus, eu penso, ela é tão rara!

Qualquer imitação - nem longe se compara.

## Interpretações

### Sátira?
"Este soneto brinca com convenções poéticas em que, por exemplo, os olhos do amante são comparados com o sol, os lábios de coral, e as bochechas com as rosas. Sua amante, diz o poeta, não é nada como essa imagem convencional, mas é tão lindo como qualquer mulher." Aqui Barbara Mowat oferece a opinião dela sobre o significado por trás Soneto 130; este trabalho simplesmente quebra o molde em que tinha Sonetos vir a se conformar também. Shakespeare compôs um soneto que parece uma paródia sonetos muitas das vezes. Poetas como Thomas Watson, Michael Drayton, e Barnes Barnabe faziam parte desta mania e cada soneto sonetos proclamando o amor de uma figura quase inimaginável. Patrick Crutwell postula que Soneto 130 pode realmente ser uma sátira do poema de Thomas Watson " Apaixonada Century of Love ", salientando que o poema Watson contém todos, mas um dos chavões que Shakespeare está tirando sarro de no Soneto 130. No entanto, EG Rogers aponta as semelhanças entre Watson "Passionate Century of Love, " Soneto 130, e coleta de Richard Linche do poema intitulado "Diella." Há uma grande semelhança entre as seções da coleção poema Diella e Shakespeare "Soneto 130", por exemplo, em "130", vemos: "Se os pêlos se os fios, os fios negros crescem em sua cabeça", onde em "Diella" vemos "Seu Hayre excede vezes forçado no menor fio." Cada obra usa uma comparação dos cabelos de fios, enquanto que em sentido moderno, isto pode parecer um pouco lisonjeira poderia argumentar que o trabalho chama a Linche a beleza do ouro tecelagem e que zomba de Shakespeare com esta comparação duras. Este, juntamente com outras semelhanças em levar conteúdo textual, como EG Rodgers aponta, o crítico de acreditar que Diella pode ter sido a fonte de inspiração tanto para a homenagem, por Watson "Passionate Century of Love", ea sátira de Shakespeare "Soneto 130." A ideia de sátira é mais imposta pelo dístico final de "130" no qual o falante comunica a sua linha mais expositiva: "E, no entanto, pelo céu, eu acho que o meu amor tão raro, como qualquer outra, ela desmentiu a falsa comparar." Esta linha de projetos a mensagem por trás desse trabalho; humilhante as comparações falsas por muitos poetas da época.

### Natureza irrisória e cortês
Segundo Carl Atkins, muitos editores cedo tomou o soneto pelo valor de face e acreditava que ele era simplesmente um menosprezo da amante do escritor. No entanto, William Flesch acredita que o poema é realmente muito pelo contrário, e age como um elogio. Ele ressalta que muitos poemas do dia parece elogiar o objeto do poema de qualidades que eles realmente não têm, como a pele branca de neve ou de pêlos dourados. Ele afirma que as pessoas realmente não querem ser elogiaram a qualidade não têm, por exemplo, uma pessoa idosa não quer ser dito que estão fisicamente jovens, eles querem ser dito que eles são jovens, no comportamento ou na aparência. Flesch que, enquanto as de Shakespeare escreve pode parecer irrisório, ele é, na realidade, elogiando as qualidades do amante verdadeiramente exposições, e ele termina o poema com a sua confissão de amor.

## Possíveis influências
Petrarca
Shakespeare e outros grandes escritores faria referência uns aos outros e uns dos outros, trabalha em sua própria escrita. De acordo com Felicia Jean Steele, Shakespeare utiliza imagens Petrarchan enquanto na verdade miná-la, ao mesmo tempo. Stephen Booth concordaria que faz referência a Shakespeare Petrarchan obras no entanto, Booth diz que Shakespeare "zomba delicadamente a aplicação impensada mecânica das metáforas padrão de Petrarca."  Felicia Steele e Stephen Booth concordam que há alguma referência acontecendo, eles variar um pouco no grau de escárnio de Shakespeare. Steele se sente muito mais forte sobre o grau em que Shakespeare é o desconto ideias Petrarchan observando que em 14 linhas do soneto 130, "Shakespeare parece desfazer, com desconto, ou infirmar a presunção quase todos os Petrarchan sobre beleza feminina ao serviço da sua sonneteers companheiros." O final dístico é projetado para desfazer o dano Shakespeare fez a sua fé leitor que ele realmente ama o seu ". amante escuro" artigo Steele oferece parafraseando Stephen Booth do dístico: "Eu acho que o meu amor é tão raro quanto uma mulher desmentida pelos falsos comparar . "Helen Vendler, que também é referenciado nos estados Steele artigo que o dístico final lia:" Ao todo, pelo céu, eu acho que o meu amor tão raro / Como toda ela concebida para comparar "Todos esses três autores;. Steele, Booth, Vendler e acreditamos que neste dístico, Shakespeare está respondendo às imagens Petrarchan porque sonneteers outras activamente adulterar, ou "desmentir" a beleza de sua senhora ".